# Uomini in rosso
Uomini in rosso (Redshirts) è un romanzo di fantascienza di John Scalzi del 2012, vincitore nel 2013 del Premio Hugo e del Premio Locus per il miglior romanzo di fantascienza.
È un'avventura spaziale che costituisce assieme una parodia e un omaggio al personaggio stereotipato dei membri di basso rango "usa e getta" delle serie tv tipo Star Trek che spesso muoiono all'inizio degli episodi.
L'audiolibro in lingua originale è narrato dall'attore Wil Wheaton.
Il romanzo è stato pubblicato in italiano nel 2014.

## Trama
Il guardiamarina Andrew Dahl entra a far parte dell'equipaggio dell'astronave Intrepid insieme ad altri cinque giovani marinai, che ha modo di conoscere poco prima di arrivare a bordo. Entrato a far parte del laboratorio di xenobiologia, si accorge ben presto che c'è qualcosa che non va nel comportamento dell'equipaggio. Discutendone con i suoi nuovi amici, capisce che non è l'unico a notare qualcosa di strano, infatti ai nuovi arrivati balza subito all'occhio l'incredibile catena di morti accidentali che coinvolgono gli "uomini in rosso" (il colore della divisa di marinai e guardiamarina) ogni volta che c'è da affrontare uno sbarco su un pianeta, tanto che alcuni ufficiali della nave letteralmente scappano per non far parte di queste missioni.
Con l'aiuto di un misterioso uomo di nome Jenkins scoprono infine che la loro realtà viene modificata dalle sceneggiature di un vecchio telefilm di fantascienza. Per quanto incredibile possa loro sembrare, sono costretti a tornare indietro nel tempo sulla Terra per poter salvare le proprie vite e quelle di tutti gli altri uomini in rosso della nave, presenti e futuri.

## Struttura
Il romanzo è composto da un breve prologo, 24 capitoli e tre code che consistono nel raccontare le conseguenze, avute da 3 persone diverse, ai fatti raccontati dalla parte principale del romanzo.

## Edizioni
- (EN) John Scalzi, Redshirts, Tor Books, 2012, ISBN 978-0-7653-1699-8.
- John Scalzi, Uomini in rosso, traduzione di Marcello Jatosti, Urania n. 1610, Mondadori, settembre 2014,  p. 260.